# Ткаченко Валентина Іванівна
Валентина Іванівна Ткаченко (нар. 22 лютого 1909, Луганськ — пом. 1995, Суми) — українська скульпторка; членкиня Спілки радянських художників України з 1958 року.

## Біографія
Народилася 22 лютого 1909 року в місті Луганську (нині Україна). У 1927—1931 роках навчалась в Харківському художньому інституті (вчитель з фаху у Леонора Блох).
Викладала в Харківській дитячій художній школі імені Іллі Рєпіна. Жила в Харкові в будинку на вулиці Культури, 20, квартира 8. Померла в Сумах у 1995 році.

## Творчість
Працювала в галузі станкової скульптури. Серед робіт:
- погруддя Олександра Пушкіна (1937, мармур);
- погруддя Марка Вовчка (1939, гіпс);
- «Шевченко і Сошенко» (1940, гіпс);
- «Уля Громова» (1947, гіпс);
- «Гуля Корольова» (1951);
- «Ганнуся» (1957);
- «Наталка» (1957, гіпс);
- «Петро Чайковський» (1963, бронза);
- пам'ятник-бюст Ернста Тельмана в колгоспі імені Ернста Тельмана в Сумській області (1967, бетон; архітектор М. Дейнека);
- «Портрет колгоспниці» (1968, гіпс).

Брала участь у республіканських і всесоюзних виставках з 1951 року.